# Hermógenes Labbé Labbé
Hermógenes Labbé Labbé (Curicó, 1889-Santiago, 1939), fue un abogado, agricultor y político chileno.

## Primeros años de vida
Fue hijo de Belisario Labbé Riquelme de la Barrera y Manuela Labbé Riquelme de la Barrera. Estudió en el Colegio de los Sagrados Corazones y Derecho en la Universidad de Chile; se tituló el 30 de octubre de 1905; su tesis se llamó “Estudio sobre la cuenta corriente bancaria”.
Contrajo matrimonio con María Luisa Díaz Lira, hija de Wenceslao Díaz Gallegos (1834-1895) médico cirujano, científico y de María Luisa Lira Errázuriz. Los abuelos paternos de Ella, fueron José María Díaz Verdugo (1808-1876) agricultor, P. Nacional, regidor y alcalde de San Fernando, y Leonarda Gallegos Verdugo (1812). Tuvo tres hijos, Héctor, Alicia y Elsa, su hijo también se dedicó a la política.

## Vida pública
Se dedicó a ejercer su profesión y fue, durante 15 años, abogado del Banco de Chile; además fue abogado de otros bancos y casas comerciales. Abogado de la Caja Nacional de Ahorros de San Fernando. Miembro del Tribunal Arbitral constituido para solucionar las dificultades entre la Municipalidad de Santiago y la Compañía de Electricidad.
Desde 1920 explotó el fundo “El Olivar” en San Fernando, cuyos principales productos eran lechería, siembra de cebada de exportación y trigo. Propició proyectos económicos y colaboró en la prensa sobre ello.
Fue regidor y alcalde durante varios períodos de la Municipalidad de San Fernando; durante su administración se construyó el Teatro Municipal, el Edificio Consistorial, red de alcantarillado domiciliario, pavimentación de calles y construcción de caminos.
Fue elegido diputado por la Décima Circunscripción Departamental "San Fernando, Caupolicán, y San Vicente", período 1930 a 1934; fue segundo vicepresidente de la Cámara, 30 de noviembre de 1931 al 4 de junio de 1932. Integró la Comisión Permanente de Vías y Obras Públicas.
El movimiento revolucionario que estalló el 4 de junio de 1932, decretó, el día 6, la disolución de este Congreso. Fue elegido con el apoyo del Partido Liberal Unido.
Como parlamentario apoyó la construcción del camino que une San Vicente de Tagua Tagua con San Fernando y las obras de agua potable de Pichilemu.
Socio de la Sociedad Nacional de Agricultura, SNA; Club de La Unión, Club de Septiembre, y Liga de Estudiantes Pobres.